# 247 هـ
247 هـ هي سنة في التقويم الهجري امتدت مقابلةً في التقويم الميلادي بين سنتي 861 و862.

## مواليد
- أبو بكر الشبلي
- عبد الله ابن المعتز
- قاسم بن أصبغ
- أبو العباس الأصم
- إسماعيل بن محمد الصفار
- عبد الله بن المعتز

## وفيات
- أبو عثمان المازني

- أبو جعفر محمد المنتصر بالله
- أحمد بن كثير الفرغاني
- 3 شوال - مقتل الخليفة العباسي المتوكل عن 41 عاما.
- عبدالله الرضا بن موسى الجون
- رزين العروضي